# Pectinodon
Pectinodon là một chi khủng long, được Carpenter mô tả khoa học năm 1982.